# S vremena na vrijeme
S vremena na vrijeme je deveti studijski album zagrebške rock skupine Prljavo kazalište, ki je izšel pri založbi Croatia Records. Album je bil zmiksan v Londonu, pri snemanju pa je kot gost sodeloval nekdanji bobnar skupine Simple Minds, Mell Gaynor. Album vsebuje uspešnice »S vremena na vrijeme«, »Sanja« in »Korak po korak«.
Album je leta 1998 prejel nagrado Porin za najboljši rock album.

## Seznam skladb
| Št. | Naslov                         | Dolžina |
| --- | ------------------------------ | ------- |
| 1.  | „S vremena na vrijeme‟         | 5:05    |
| 2.  | „Dođi sada Gospode‟            | 5:00    |
| 3.  | „Stoljeće il' dva‟             | 4:10    |
| 4.  | „Korak po korak‟               | 4:09    |
| 5.  | „Laku noć tebi Zagrebe‟        | 5:09    |
| 6.  | „Nisam ja od pamuka‟           | 3:37    |
| 7.  | „Sanja‟                        | 4:17    |
| 8.  | „Snen sam kao jutro nedjeljno‟ | 6:13    |
| 9.  | „Od sveg zla‟                  | 4:03    |
| 10. | „Sretan Božić gladna djeco‟    | 4:09    |
| 11. | „S vremena na vrijeme (remix)‟ | 4:46    |

## Zasedba

### Prljavo kazalište
- Jasenko Houra – kitara
- Tihomir Fileš – bobni
- Ninoslav Hrastek – bas kitara
- Damir Lipošek – solo kitara
- Mladen Bodalec – vokal
- Fedor Boić – klaviature